# Koleč
Koleč (en allemand : Koletsch) est une commune du district de Kladno, dans la région de Bohême-Centrale, en Tchéquie. Sa population s'élevait à 577 habitants en 2020.

## Géographie
Koleč se trouve à 8 km au sud-ouest de Kralupy nad Vltavou, à 11 km au nord-est de Kladno et à 21 km au nord-ouest du centre de Prague.
La commune est limitée par Slatina et Blevice au nord, par Zákolany à l'est, par Dřetovice au sud et par Třebusice à l'ouest.

## Histoire
La première mention écrite de la localité remonte au XIIe siècle. Après avoir fait partie du district de Slaný, Koleč a été rattachée au district de Kladno en 1960.

## Administration
La commune se compose de trois quartiers :
- Koleč
- Mozolín
- Týnec